# 海利根施泰特讷坎普
海利根施泰特讷坎普（意为海利根施泰滕的草地）是德国石勒苏益格－荷尔斯泰因州的一个市镇。总面积0.85平方公里，总人口711人，其中男性352人，女性359人（2011年12月31日），人口密度836人/平方公里。